# Iwan Kalużny (piłkarz)
Iwan Wołodymyrowycz Kalużny, ukr. Іван Володимирович Калюжний (ur. 21 stycznia 1998 we wsi Dowżyk w obwodzie charkowskim) – ukraiński piłkarz grający na pozycji pomocnika.

## Kariera piłkarska

### Kariera klubowa
Wychowanek charkowskich klubów Arsenał i Metalist oraz Akademii Piłkarskiej Dynamo Kijów, barwy których bronił w juniorskich mistrzostwach Ukrainy (DJuFL). 1 października 2016 roku rozpoczął karierę piłkarską w drużynie młodzieżowej Dynamo Kijów U-21, a 17 marca 2018 debiutował w podstawowym składzie Dynama w meczu Premier-lihi z Worskłą Połtawa. 1 lipca 2018 został wypożyczony do klubu Metalist 1925 Charków. Po roku, 24 lipca 2019 przeniósł się do Ruchu Lwów, w którym grał do końca 2020 roku. 12 lutego 2021 podpisał kontrakt z FK Ołeksandrija. Po inwazji Rosji na Ukrainę piłkarz 18 kwietnia 2022 ponownie został wypożyczony, tym razem do islandzkiego Keflavík IF. Od 18 lipca 2022 grał na zasadach wypożyczenia w indyjskim Kerala Blasters FC.

### Kariera reprezentacyjna
W 2013 debiutował w juniorskiej reprezentacji Ukrainy U-17, w której występował do 2015. W 2015 rozegrał 3 mecze w reprezentacji U-18.